# 沙佩维尔屠杀
沙佩維爾屠殺發生於南非種族隔離時期的1960年3月21日，此一事件的地點位於南非川斯瓦省（其中一部分屬今豪登省）沙佩維爾的一處警察局。
當抗議《通行證法》的群眾活動持續一整日後，一批約5,000人至7,000人規模的群眾來到了一處警察局前。南非警方對前來的群眾開火，造成了69死180傷。對於當時群眾行為的細節，不同消息來源的解讀各異，有些資料紀載事發時群眾是相對理性的，也有些資料紀載部分群眾對警方扔擲石塊，而警方於群眾逼近警察局的圍籬時開始開槍。此事件造成249人傷亡，包括29名兒童。不少人在警方開槍後逃跑的過程中背部中彈。该事件使得阿扎尼亚泛非主义者大会和非洲人国民大会被取缔，从而使得两组织从被动抵抗转向武装反抗的道路。
此一屠殺事件被英國攝影師伊恩·貝里拍下，在事發時貝里原本認為警方只是射擊空包彈。在今日的南非，此事的發生日－3月21日－為南非的一個公眾假日，以紀念該事件所造成的悲劇和其於南非人權史上的標誌性意義。

## 事發前之背景

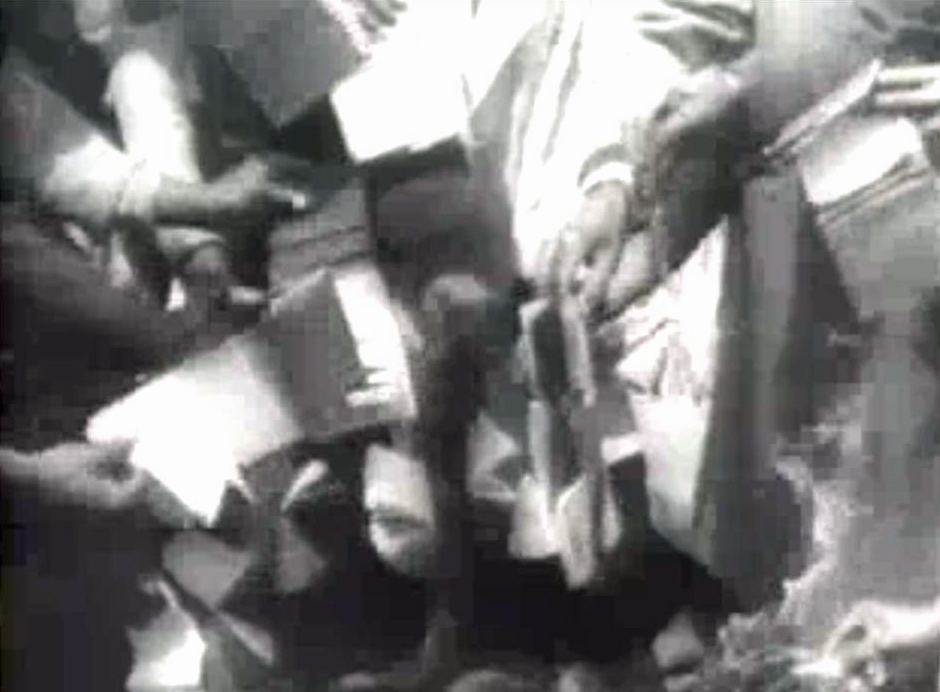
1960年，一些民眾為抗議《通行證法》而將自己的通行證銷毀。

自18世紀起，歷代南非政府皆採取措施限制黑人人口進入都會區。最新版本的《通行證法》於1950年代開始實施，其對黑人人口的遷徙自由和就業自由進行限制。南非國民黨執政期間，都會地區的黑人人口進出城市的自由受到管制。所有年滿16歲的黑人必須隨身攜帶多項通行證件，其包含身分證、勞動局所發行的工作和入城證、雇主之姓名和地址以及個人歷史的詳細資料。沙佩維爾事件發生前，亨德里克·弗倫施·維沃爾德領導下的國民黨政府利用《通行證法》擴大施行種族隔離，並於1959年至1960年期間延伸適用於婦女。自1960年起，《通行證法》更進一步成了南非政府騷擾和拘留異議人士的一種手段。:p.163
在此時空背景下，非洲人國民大會決定發動一系列反對《通行證法》的政治運動。示威遊行活動原計畫自1960年3月31日起展開，但同樣反對種族隔離，由羅伯特·索布克韋（Robert Sobukwe）所領導的敵對陣營泛非主義者大會決定提前十日於1960年3月21日自行發起示威活動。泛非主義者大會之所以這麼做是因為他們不相信非洲人國民大會的計畫能夠取得巨大成功。

## 屠殺經過
1960年3月21日，一群人數介於5,000至10,000人之間的群體於沙佩維爾當地的一處警察局前方集合，這些群眾藉由透過其未攜帶通行證的違法行為向警方自首，來表達對《通行證法》的抗議。警方對此次示威並非毫無準備，其於前一晚已將小部分更激進的群體驅逐離開。
除了參與示威的人士之外，不少民眾亦到場表態對該活動訴求的支持。儘管如此，亦有證據顯示，泛非主義者大會亦透過威嚇手段促使民眾前來，這些手段包括切斷聯絡沙佩維爾的電話線，透過分發小冊子促使民眾於遊行當日不去工作，以及恐嚇公車司機和其他運輸駕駛員。
上午10時，大批群眾開始集合，此時群眾的行為大致理性和有序，警局裡也僅有不到20位警員。之後，參與遊行的民眾人數來到了20,000人，局面也逐漸失去控制，130名警員和4部撒拉森裝甲車被警方調來支援，警方佩有的槍械包括斯登衝鋒槍和李-恩菲爾德步槍。未有證據顯示群眾擁有除石塊以外的任何武裝。
數架F-86軍刀戰鬥機和T-6德州佬式教練機於遊行地點上空盤旋，並以少於100英呎（約30公尺）的低空飛行企圖驅散群眾。群眾透過扔擲石塊和警方對峙，其中有三名警員遭石塊擊中。此外，群眾也威脅推倒警方架設的圍籬。警方對群眾施放催淚彈，但效果不如預期，因此改用警棍嘗試驅散群眾。下午1時，警方企圖逮補一名示威者，並和一旁群眾爆發肢體衝突。當群眾進一步逼近警局時，警方開始向群眾開槍。

### 傷亡統計
根據官方統計，此事件造成共69人死亡，其中包含8名婦女和10名兒童，以及180人受傷，包含31名婦女和19名兒童。許多人在警方開槍後逃離的過程中被子彈擊中了背部，一些人甚至因此癱瘓。

### 開槍之原因
事後警方於同年發表的調查報告聲稱，由於警局裡的警員多為缺乏經驗的新手，導致事發時因措手不及而向群眾開槍，整個過程持續了約40秒。報告亦指出，由於事發兩個月前的1960年1月23日，南非卡托馬諾（Cato Manor）的警局曾發生9名警員遭突襲殺害並分屍一事，警員們可能因此對自己的工作感到緊張。此外，多數當時在場的警員並未受過公共秩序方面的訓練，且部分警員於事發時已值勤超過24小時未休息。時任派駐於沙佩維爾，負責調動警力資源的指揮官皮納爾中校（Lieutenant Colonel Pienaar）則表示：「黑人沒有和平示威的觀念，對他們來說示威就意味著暴力。」皮納爾中校否認自己曾下令開槍，且表示若自己在場也不會這麼做。
事發後38年的1998年，兩名當時參與遊行的倖存者於真相與和解委員會的供詞聲稱，當時的警方明顯有開槍的意圖。:p.537

## 外界反應

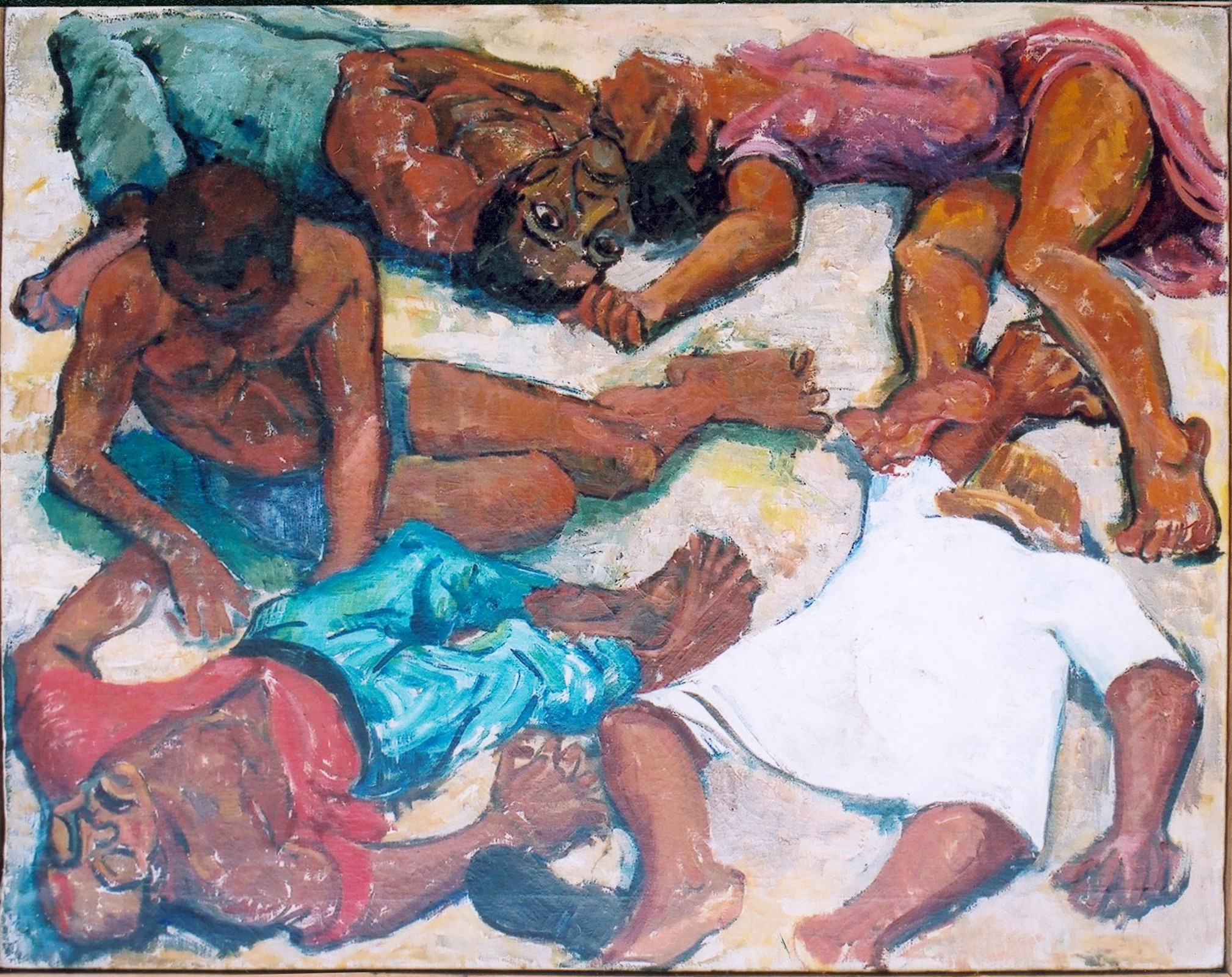
一幅描繪屠殺事件受難者的油畫

此事件於事發後震驚南非黑人群體，各類的抗議和罷工活動於全國各地爆發，並持續了數周的時間。1960年3月30日，南非政府宣布全國進入緊急狀態，超過18,000人因此被拘留，包括以議會聯盟（Congress Alliance）為主的一些反種族隔離運動領袖。
此事件在國際上亦引發廣泛的輿論譴責，除了聯合國對此事提出嚴厲批評外，不少國家的民眾亦為此舉行了抗議活動。1960年4月1日，聯合國安全理事會因此事件通過了第134號決議，共得9票支持、0票反對、2票棄權。沙佩維爾事件成為南非外交上的重要轉捩點，此後南非遭到了國際社會的普遍抵制，此事件亦為南非於1961年退出大英國協的因素之一。
沙佩維爾事件發生後，南非宣布非洲人國民大會和泛非主義者大會為非法團體。該屠殺事件也迫使這兩個組織由原本的非暴力抗爭走向武裝抗爭。不久後，非洲人國民大會和泛非主義者大會分別成立了軍事分支民族之矛和阿扎尼亞人民解放軍（Poqo）。
此時的美國，也正值非裔美國人民權運動的興起。事發後，密西西比州眾議院表決通過了一項支持南非政府的議案，其內容指密西西比州眾議院支持南非政府「對捍衛種族隔離政策的堅定，和面對反對者不為所動的決心。」

## 事後
南非於1994年將3月21日定為該國的人權日，每年紀念。
1996年12月10日，時任南非總統納爾遜·曼德拉選擇在沙佩維爾簽署通過新頒布的《南非憲法》。
1998年，南非真相與和解委員會的調查結果指出，事發當時南非警方的行為「構成了對人權的嚴重侵害，因為以過多的武力企圖解散毫無武裝的群眾集會乃毫無必要。」
2002年3月21日，即事件發生的42周年，紀念該事件的紀念碑由前總統納爾遜·曼德拉正式揭碑，此紀念碑為沙佩維爾人權園區的一部分。

## 國際消除種族歧視日
聯合國教育、科學及文化組織將每年的3月21日定為國際消除種族歧視日，以紀念此事件。